# العلاقات الغيانية الكندية
العلاقات الغيانية الكندية هي العلاقات الثنائية التي تجمع بين غيانا وكندا.

## مقارنة بين البلدين
هذه مقارنة عامة ومرجعية للدولتين:
| وجه المقارنة                                              | غيانا        | كندا                     |
| --------------------------------------------------------- | ------------ | ------------------------ |
| المساحة (كم2)                                             | 214.97 ألف   | 9.98 مليون               |
| عدد السكان (نسمة)                                         | 777.86 ألف   | 35.70 مليون              |
| الكثافة السكانية (ن./كم²)                                 | 3.62         | 3.58                     |
| العاصمة                                                   | جورج تاون    | أوتاوا                   |
| اللغة الرسمية                                             | لغة إنجليزية | لغة إنجليزية، لغة فرنسية |
| العملة                                                    | دولار غياني  | دولار كندي               |
| الناتج المحلي الإجمالي (بليون دولار)                      | 3.68 مليار   | 1.65 تريليون             |
| الناتج المحلي الإجمالي (تعادل القوة الشرائية) بليون دولار | 5.77 مليار   | 1.59 تريليون             |
| الناتج المحلي الإجمالي الاسمي للفرد دولار أمريكي          | 4.13 ألف     | 43.25 ألف                |
| الناتج المحلي الإجمالي للفرد دولار أمريكي                 |              | 45.07 ألف                |
| مؤشر التنمية البشرية                                      |              | 0.913                    |
| رمز المكالمات الدولي                                      | +592         | +1                       |
| رمز الإنترنت                                              | .gy          | .ca                      |
| المنطقة الزمنية                                           | 00           |                          |

## منظمات دولية مشتركة
يشترك البلدان في عضوية مجموعة من المنظمات الدولية، منها:
| علم المنظمة | اسم المنظمة                               | تاريخ انضمام غيانا | تاريخ انضمام كندا |
| ----------- | ----------------------------------------- | ------------------ | ----------------- |
|             | مؤسسة التنمية الدولية                     | 4 يناير 1967       | 24 سبتمبر 1960    |
|             | يونسكو                                    | 21 مارس 1967       | 4 نوفمبر 1946     |
|             | مؤسسة التمويل الدولية                     | 4 يناير 1967       | 20 يوليو 1956     |
|             | منظمة حظر الأسلحة الكيميائية              | ?                  | ?                 |
|             | الأمم المتحدة                             | 20 سبتمبر 1966     | 9 نوفمبر 1945     |
|             | الاتحاد الدولي للاتصالات                  | 8 مارس 1967        | 1 يوليو 1908      |
|             | بنك التنمية الكاريبي ‏                     | ?                  | ?                 |
|             | منظمة الشرطة الجنائية الدولية             | ?                  | ?                 |
|             | البنك الدولي للإنشاء والتعمير             | 26 سبتمبر 1966     | 27 ديسمبر 1945    |
|             | الاتحاد البريدي العالمي                   | ?                  | ?                 |
|             | المركز الدولي لتسوية المنازعات الاستشارية | 10 أغسطس 1969      | 1 ديسمبر 2013     |
|             | وكالة ضمان الاستثمار متعدد الأطراف        | 18 يناير 1989      | 12 أبريل 1988     |
|             | منظمة التجارة العالمية                    | ?                  | ?                 |
|             | دول الكومنولث                             | ?                  | ?                 |

## وصلات خارجية
- موقع وزارة الخارجية الغيانية
- موقع وزارة الخارجية الكندية